# Majagua
Majagua är en ort i Kuba.   Den ligger i provinsen Provincia de Ciego de Ávila, i den centrala delen av landet, 400 km öster om huvudstaden Havanna. Majagua ligger 101 meter över havet och antalet invånare är 26 617.
Terrängen runt Majagua är platt, och sluttar söderut. Runt Majagua är det ganska tätbefolkat, med 58 invånare per kvadratkilometer. Majagua är det största samhället i trakten. Trakten runt Majagua består till största delen av jordbruksmark.